# Droga sześciu strun
Droga sześciu strun (ang. Six-String Samurai) – komedia science-fiction (postapokaliptyczna) z 1998 roku w reżyserii Lance’a Mungii. W roli głównej wystąpił Jeffrey Falcon. Film emitowany był w polskiej stacji telewizyjnej TV 4.

## Fabuła
W roku 1957 radziecki atak atomowy obrócił Stany Zjednoczone w pustynię. Związek Radziecki zajął prawie całe terytorium USA z wyjątkiem Lost Vegas, którego królem został Elvis Presley.
Po śmierci Elvisa, mieszkańcy Lost Vegas czekają na jego następcę, który zdoła powalić ich talentem gry na gitarze. Główny bohater, Buddy (wzorowany na pionierze rock’n’rolla, Buddym Hollym), podobnie jak wielu innych gitarzystów, zmierza do Vegas z zamiarem przejęcia schedy po Królu. Podczas walk z licznymi przeciwnikami na pustyni posługuje się wschodnimi sztukami walki, zwłaszcza z użyciem katany.
Po drodze spotyka sierotę, która przyłącza się do niego wbrew jego woli.